# Фурда
Фурда — село в Хівському районі Дагестану, в підніжжі гори Судан-Сив.
До райцентру 15 км.
В селі є 44 двори. Населення села 206 осіб. Тухуми: Маллакьар, Дагълияр, Давудкьар, Ибигькьар, Чхъар, Исакьар.